# Brian Kershner
Brian Kershner (* 1954) ist ein US-amerikanischer Komponist, Fagottist und Musikpädagoge.

## Leben
Kershner war seit der Gründung des Orchesters Erster Fagottist der New Jersey’s Riverside Symphonia. Daneben trat er u. a. mit den Concerto Soloists of Philadelphia, der Opera Company of Philadelphia, der Jupiter Symphony in New York, dem Manhattan Chamber Orchestra und der New Jersey Symphony auf. Als Solist war er mehrfach zu den Konferenzen der International Double Reed Society eingeladen. Er unterrichtete an der Rutgers University, an der Baylor University und an der University of North Carolina at Greensboro und war bis zu seiner Emeritierung Associate Professor für Musik an der Central Connecticut State University.
Als Komponist trat Kershner mit zahlreichen Werken für Fagott solo und mit anderen Instrumenten hervor. Daneben komponierte er andere kammermusikalische Werke, Lieder und Orchesterwerke. Sein Violinkonzert (2004) widmete er der Geigerin Lenuta Ciulei und dem Rumänischen Nationalen Rundfunkorchester (Orchestra Națională Radio). Sein Connecticut Trio für Klaviertrio wurde 2005 in der Weill Recital Hall der Carnegie Hall uraufgeführt. Der Liedzyklus Leaves of Grass erreichte 2008 das Finale bei der Art Song Competition der National Association of Teachers of Singing. Von 2007 bis 2010 wurde Kershner jährlich mit einem ASCAP Plus Award ausgezeichnet.

## Werke
- Aftermath, Charakterstück für Fagott und Klavier
- Alliterations für Fagott und Marimba
- Bagatelles für Klarinette und Fagott
- Concerto for Violin and Orchestra
- Connecticut Trio für Klaviertrio
- Contours, Canons, and Caricatures für Saxophonquartett
- Conundrums für Klarinette solo
- Dickinson Songs für Sopran, Oboe und Fagott
- Dva Gladišta (Two Points of View) für Oboe und Altsaxophon
- Envelopes, Trio für Klarinette, Fagott und Perkussion
- Leaves of Grass, Liedzyklus nach Gedichten von Walt Whitman
- “Like the creatures we’ve become…”, Streichquartett
- New England Trio, Klaviertrio
- On Fertile Ground für Orchester
- Sonata für Fagott und Klavier
- Songs of Love and Lust für Tenor, Viola und Klavier nach Gedichten von Lawrence Ferlinghetti
- Strata, Suite für Holzbläserensemble
- Three Pressings für Klarinette und Streichquartett